# Bahnstrecke Nora–Ervalla
| Bahnhof Järle um 1900, Lok Nr. 7 der NKJ mit Personenzug |                      |                                     |                                     |
| Streckenlänge: | 17,6 km              |                                     |                                     |
| Spurweite: | 1435 mm (Normalspur) |                                     |                                     |
| Maximale Neigung: | 10 ‰                 |                                     |                                     |
| Minimaler Radius: | 356 m                |                                     |                                     |
| |                      |                                     |                                     |
| \| \| 17,6 \| Nora Stad \| Nora Stad \| \| \| \| Nora-Karlskoga Järnväg nach Gyttorp \| \| \| \| 14,0 \| Källarhalsen \| Källarhalsen \| \| \| 12,4 \| Stora Mon \| Stora Mon \| \| \| 9,9 \| Lilla Mon \| Lilla Mon \| \| \| 8,7 \| Järleån \| Järleån \| \| \| 8,2 \| Järle \| Järle \| \| \| 6,4 \| Torpa \| Torpa \| \| \| 2,8 \| Löth \| Löth \| \| \| \| Dyltaån \| \| \| \| \| Köping-Hults Järnväg von Frövi \| \| \| \| 0,0 240,137 \| Ervalla \| Ervalla \| \| \| \| Köping-Hults Järnväg nach Örebro \| \| \| \| \| \| \| \| Quellen: [1] \| \| \| \| |                      |                                     |                                     |
| Kopfbahnhof Streckenanfang | 17,6                 | Nora Stad                           | Nora Stad                           |
| Abzweig geradeaus und nach rechts |                      | Nora-Karlskoga Järnväg nach Gyttorp | Nora-Karlskoga Järnväg nach Gyttorp |
| Haltepunkt / Haltestelle | 14,0                 | Källarhalsen                        | Källarhalsen                        |
| Bahnhof | 12,4                 | Stora Mon                           | Stora Mon                           |
| Haltepunkt / Haltestelle | 9,9                  | Lilla Mon                           | Lilla Mon                           |
| Brücke über Wasserlauf | 8,7                  | Järleån                             | Järleån                             |
| Bahnhof | 8,2                  | Järle                               | Järle                               |
| Haltepunkt / Haltestelle | 6,4                  | Torpa                               | Torpa                               |
| Haltepunkt / Haltestelle | 2,8                  | Löth                                | Löth                                |
| Brücke über Wasserlauf |                      | Dyltaån                             | Dyltaån                             |
| Abzweig geradeaus und von links |                      | Köping-Hults Järnväg von Frövi      | Köping-Hults Järnväg von Frövi      |
| Bahnhof | 0,0 240,137          | Ervalla                             | Ervalla                             |
| Strecke |                      | Köping-Hults Järnväg nach Örebro    | Köping-Hults Järnväg nach Örebro    |
| |                      |                                     |                                     |
| Quellen: |                      |                                     |                                     |

Die Bahnstrecke Nora–Ervalla ist eine etwa 18 Kilometer lange normalspurige Bahnstrecke in Schweden. Sie wurde von Nora–Ervalla järnvägsaktiebolag zwischen Nora Stad und Ervalla in Örebro län erbaut und zusammen mit der Teilstrecke Ervalla–Örebro der Köping–Hults Järnväg am 5. März 1856 eröffnet. Die Dampflokomotive Oscar zog den Zug von Örebro aus. Die Strecke gilt als erste mit Lokomotiven bediente Strecke in Schweden.
1893 übernahm Nora–Karlskoga järnvägsaktiebolag die Strecke. Diese Gesellschaft wurde 1905 ein Teil der Nora Bergslags järnvägsaktiebolag. Die Strecke ist nun Teil der Museumsbahn der Föreningen Nora Bergslags Veteranjärnväg.

## Geschichte
Nora–Ervalla järnvägsaktiebolag wurde 1851 mit dem Ziel gegründet, die Strecke Nora–Ervalla zu errichten.

## Streckenbau
Bis der Bauvertrag unterschrieben und der Arbeitsplan durch die Behörden genehmigt wurde, dauerte es bis Dezember 1852. 1853 begannen die Bauarbeiten. Diese wurde ab Ende 1853 und in 1854 von dem englischen Ingenieur T. C. Watson beaufsichtigt.
1854 entstanden finanziellen Schwierigkeiten, die Eisenbahngesellschaft hatte alle liquiden Mittel ausgegeben und der Kredit beim Auftragnehmer G. Burge, der die Bahnstrecke Nora–Ervalla bauen sollte, waren erschöpft. Aufgrund einer Wirtschaftskrise in England gab es keine Möglichkeit, zu diesem Zeitpunkt dort schwedische Eisenbahnpapiere zu verkaufen. Deshalb, wie zuvor mit dem Vorstand der Eisenbahngesellschaft abgesprochen, musste ein Darlehen von 150.000 Riksdaler (Rdr.) aufgenommen werden, um Schienen, Laschen, Schrauben, Zahnräder und Drehteller zu erwerben. Die Baufirma musste dieses Material beschaffen, dafür wurde der Nennbetrag der Vorzugsaktien, die der Unternehmer erhielt, auf 179.500 Rdr. reduziert.
Bis zum 25. Oktober 1855 gab es bei den Bauarbeiten keine Probleme. Dann brach eine erst drei Wochen zuvor durch einen staatlichen Ingenieur besichtigte, zur Probe belastete und abgenommene Brücke über Järleån in der Nähe der Station Järle zusammen. Die Brücke, die einen hölzernen Überbau mit einer Spannweite von 110 Fuß (32,67 m) besaß, wurde von zwei landseitigen Unterbauten aus Pfählen unterstützt. Einer davon hielt den Druck des 35 Fuß hohen Ufers hinter sich nicht aus, rutschte 32 Fuß nach vorn um den zweiten Unterbau, schwenkte dort um etwa 90 Grad und warf diesen um.
Dieser Brückeneinsturz geschah kurz vor der provisorischen Inbetriebnahme der Strecke, da diese sowie ein Großteil der Gebäude fertiggestellt waren. Nun musste rund 20 Meter von der Einsturzstelle entfernt eine Behelfsbrücke gebaut werden, die das Unternehmen 25.000 Rdr. kostete. Mit dieser vorläufigen Linienführung konnten die anderen Arbeiten an der Strecke rasch beendet werden, so dass am 7. März 1856 der Eröffnungszug von Örebro nach Nora und zurück fahren konnte. Die Bahn wurde für Güter am 17. März 1856 und für Fahrgäste am 2. Juni des gleichen Jahres eröffnet, wobei ein vom König festgesetzter vorläufiger Tarif zur Anwendung kam.
Die Strecke hatte eine maximale Steigung von zehn Promille und einen minimaler Radius von 356 Metern. Die Schienen waren aus Eisen, als U-Schiene gefertigt, die zum größten Teil ein Metergewicht von 28 kg hatten. Diese kosteten in einem englischen Hafen 1855 6½ Pfund pro Tonne. Diese Schienen waren nicht richtig entwickelt, es gab Konstruktionsschwächen, so dass diese nicht lange hielten. Zu Beginn der 1860er Jahre begann bereits der Schienentausch, jedoch mit der gleichen Art von Schienen. 1869 wurde beschlossen, Vignolschienen, wie in der etwa heute üblichen Art mit einem Metergewicht von 23 kg zu verwenden. Dieser Austausch dauerte bis 1881, danach war die gesamte Strecke umgerüstet.
Allerdings war die Arbeiten an der Strecke nach der Öffnung für den öffentlichen Verkehr nicht abgeschlossen. Es fehlten Zäune, Telegrafenmasten, Bahnhofs- und andere Gebäude, einige Erdarbeiten und Schienenverlegungen. Die Kosten dafür betrugen fast 83.000 Rdr. ohne Berücksichtigung der festen Brücke bei Järle anstelle der provisorischen Hilfsbrücke. Die Eröffnung der ersten Bahnstrecke war nicht vielversprechend, denn das Finanzministerium musste 25.000 Rdr. übernehmen, da die Baufirma Bankrott war. Diese wurde auf eigenen Wunsch aus der Verpflichtung zum vollständigen den Bau der Strecke entlassen. Sundler erhielt noch einmal 15.000 Rdr. in Vorzugsaktien. Das war nicht genug, um die Firma zu retten. Diese ging in Konkurs und Sundler endete später als Stationsvorsteher in Vårgårda.
Die Bahngesellschaft nahm ein Darlehen auf dem 75.000 Rdr. auf und schloss die Restarbeiten in eigener Regie ab. Obwohl die Arbeiten durch Mangel an Geldmitteln und den laufenden regelmäßigen Verkehr behindert wurden, konnte die Strecke am 11. Dezember 1856 inspiziert und mit einigen Auflagen genehmigt werden. Diese Prüfung wurde von Major C. E. Norström und Leutnant M. Grill vom Väg- och vattenbyggnadskåren durchgeführt. Die Endabnahme erfolgte am 2. Dezember 1861, als der Streckenbau mit Ausnahme der Järle-Brücke vollständig abgeschlossen war. Die Arbeiten für die Brücke begannen im Frühjahr 1860. Die Brücke wurde in zwei Feldern mit Aufbauten aus Eisen und einem Kostenaufwand von 83.800 Rdr. gebaut, dazu kamen etwa 7.000 Rdr. für angrenzende Flächen. Die Gebäude entstanden in einem langsamen Tempo in den Jahren 1860 bis 1863. 1863 wurde die Brücke in Betrieb genommen.
Am Ende der Bauzeit war die 18 Kilometer lange Eisenbahnstrecke in sechs Bahnwärterabschnitte mit je zwei Bahnwärtern eingeteilt. Diese waren zwei Bahnmeistern unterstellt. Die Strecke als Schwedens erste lokomotivbetriebene Eisenbahn wurde besonders sorgfältig überwacht.

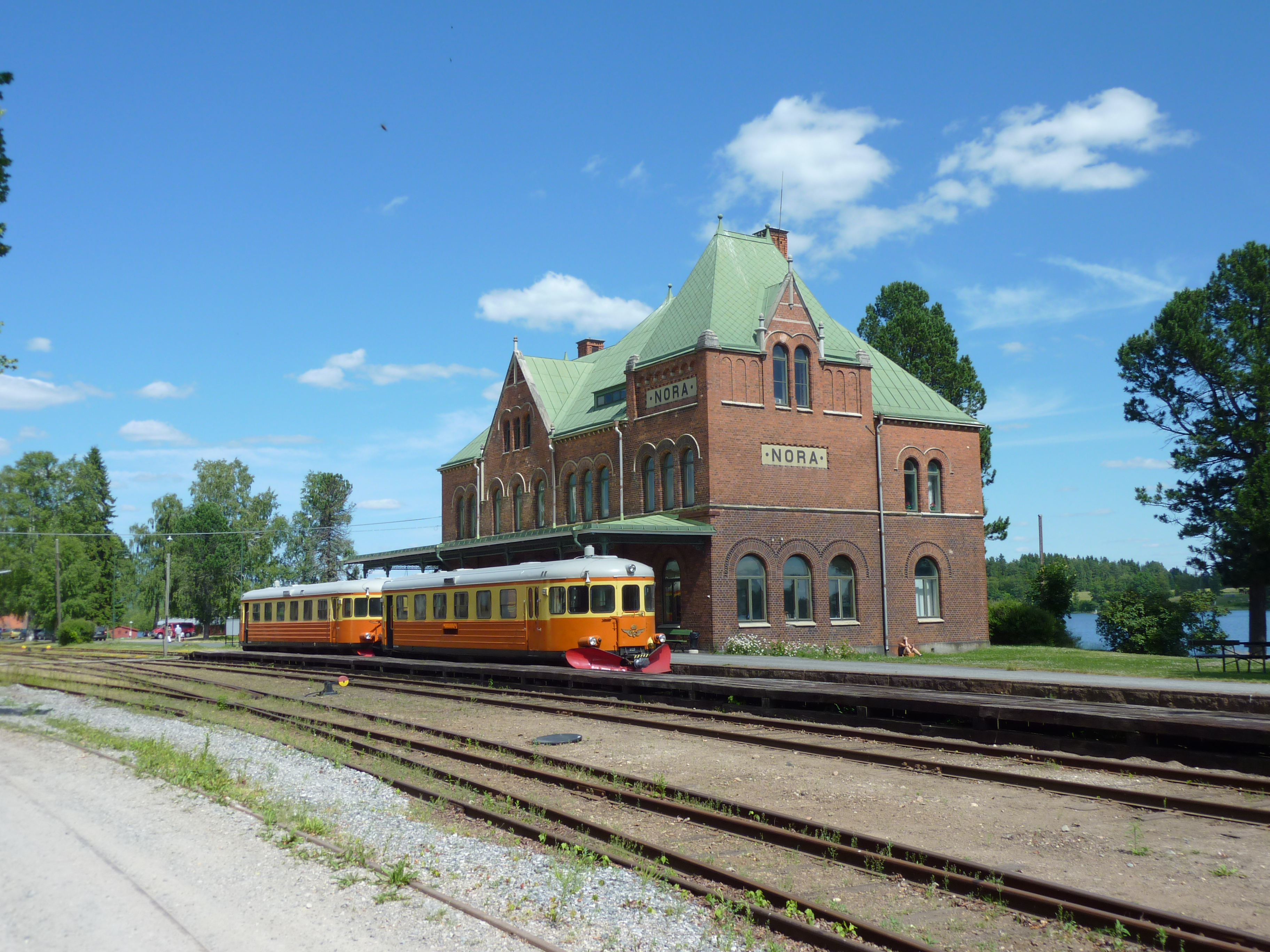
Bahnhof Nora
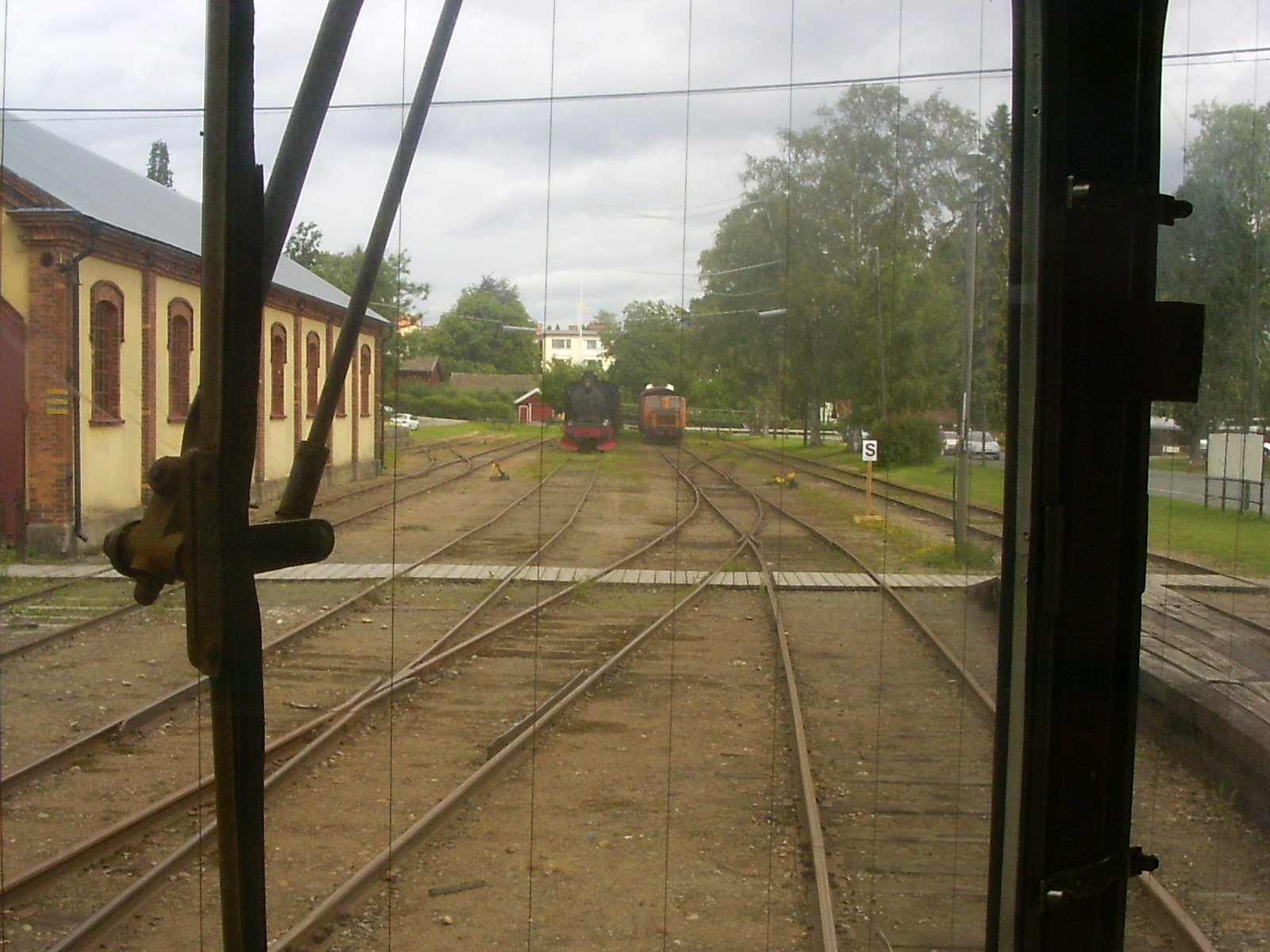
Im Bahnhof Nora
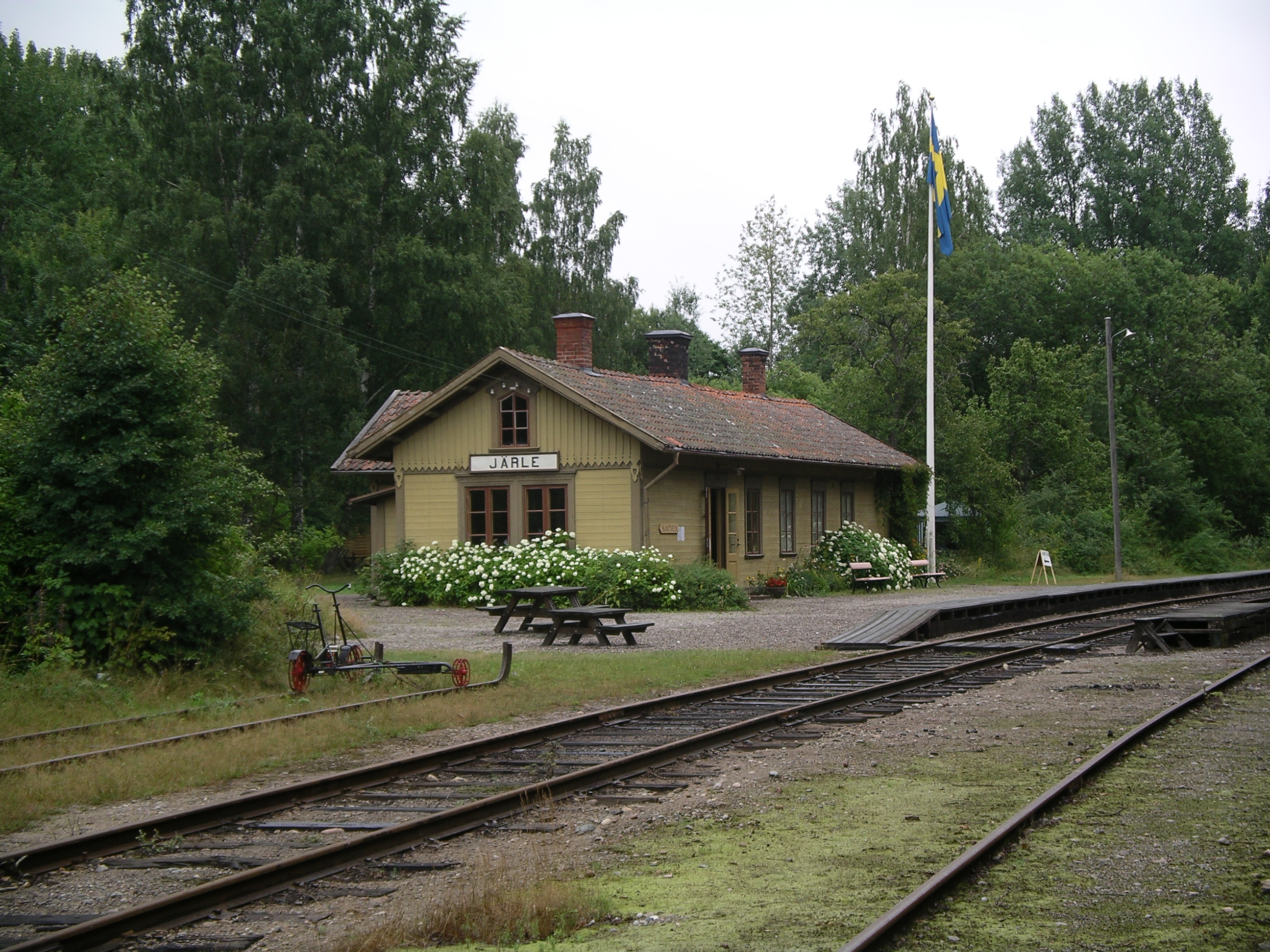
Bahnhof Järle

## Verkehr
Der Verkehr auf der Strecke wurde nach Vereinbarung im Dezember 1855 von Köping–Hults järnväg übernommen. 1856 fuhren zwischen Örebro und Nora zwei Züge in jede Richtung. Dieser Verkehr führte 1856 und 1857 zu rund zwei Drittel der Bruttoeinnahmen der Gesamtstrecke Nora–Ervalla–Örebro, in den Jahren 1858–1874 waren es nur noch 40 Prozent und in den Jahren 1881–1883 stieg der Anteil wieder auf 50 Prozent.
Köping–Hults järnväg wurde verpflichtet, seine Gleisanlagen selbst zu unterhalten und ihre Mitarbeiter selbst zu entlohnen.
Nach der Eröffnung von Nora–Karlskoga järnväg nahm der Verkehr auf der Strecke zwischen Nora und Ervalla ab. 1875–1880 wurden auf der Strecke nur 35 Prozent der Verkehrserlöse der Gesellschaft erwirtschaftet. 1884 und 1885 kosteten Betrieb und Unterhalt rund die Hälfte des Gesamtumsatzes. Nora–Karlskoga järnväg vermietete in dieser Zeit die Strecke an Köping–Hults järnväg für zunächst 38.200 Kronen und später für 36.712 Kronen pro Jahr.

## Schwedens erste Lokomotive
Da Köping–Hults järnväg den Verkehr auf der Strecke Nora–Ervalla übernahm, erwarb die Nora–Ervalla järnvägsaktiebolag nur eine Lokomotive, die Förstlingen, sowie eine kleinere Zahl von Kieswagen. Die Förstlingen war die erste in Schweden gebaute Dampflokomotive, Köping–Hults järnväg importierte seine Lokomotiven aus England.

## Mitarbeiter und Betrieb
Für den Betrieb wurden 14 Mitarbeiter für den Verwaltungsdienst und zehn für den Verkehrsbetrieb eingestellt. Als Gesamtlohn wurde eine Vergütung in Höhe von 40 Rdr. pro Tag veranschlagt. Eine eigene Maschinen-Abteilung war nicht notwendig, da  Köping–Hults järnväg die Verkehrsabwicklung übernommen hatte und daher kein eigenes Lok-, Zug- und Werkstättenpersonal notwendig war.
Für den Bahnhof Nora wurde in den ersten Jahren von der Gesellschaft nur ein Bahnhofsvorstand bestellt, der die für den Dienst notwendigen Hilfskräfte selbstständig anstellte und bezahlte. Er hatte sich um die Annahme, Ausgabe und Verladen von Gütern  und die Speditionsabwicklung zu kümmern, den Transport der Waren von der Güterhalle zu den Wagen und deren Beladung sowie den Transport von Erz von den Gruben zum Bahnhof zu organisieren.

## Verkauf der Strecke
Der erste Gedanke, die Bahnstrecke wegen wirtschaftlicher Schwierigkeiten zu verkaufen, kam schon nach dem Einsturz der Brücke über den Järleån. 1859 beschloss die Hauptversammlung, den Vorstand zu beauftragen, eine Anfrage an den König zu richten, ob die Strecke in staatlichen Besitz übernommen werden könnte. Die Antwort war jedoch negativ.
1864 frug der französische Bankier Ch. Daugny den Preis für die Strecke an. In Verbindung damit wurde angekündigt, dass es Pläne für einen Erwerb und eine Verschmelzung von Nora–Ervalla järnvägsaktiebolag, Köping–Hults järnvägar und Gävle–Dala järnvägar gäbe. Danach wurde dieser Plan nie mehr aufgegriffen. 1872 entschloss sich das Unternehmen, der Vestra Bergslags jernvägsbolag (vermutlich die spätere Bergslagernas järnvägar) die Strecke zum Kauf anzubieten. Die Pläne waren erfolglos.
Mitte 1878 wurde im Vorstand der Nora–Ervalla järnvägsaktiebolag diskutiert, die Bahn an einen heute nicht mehr bekannten Käufer zu veräußern, möglicherweise war dies Nora–Karlskoga järnvägsaktiebolag. Die Gesellschafterversammlungen im September 1878 und im April 1880 beschlossen, einen Kaufpreis von 500.000 Kronen je Meile zu verlangen. Dieser Versuch scheiterte.
Das Geschäft der Nora–Karlskoga järnvägsaktiebolag lief in den frühen 1880er Jahren ziemlich schlecht. Der Vorstand hielt es für wahrscheinlich, dass der Wegfall des Wettbewerbes im Güterverkehr von Nora nach Kristinehamn durch Nora–Ervalla järnväg, Köping–Hults järnväg und Statens järnvägar zu einer Verbesserung führen könnte. Deshalb beschloss der Verwaltungsrat der Nora–Karlskoga järnvägsaktiebolag 1883 den Kauf der Bahn.
Der Erwerb erfolgte so schnell, dass der Vorstand 1885 berichten konnte, dass die letzten Nora–Ervalla järnväg-Aktien eingelöst wurden. Der Kaufpreis betrug 680.000 Kronen, 500 Kronen je Aktie. Die offizielle Verkauf erfolgte bis zum 14. Oktober 1893. Zu diesem Zeitpunkt war der Aktienwert auf 810.000 Kronen oder 595,59 Kronen pro Aktie gestiegen. Die Auflösung der Gesellschaft erfolgte am 31. Dezember 1893.
Damit gehörte die Strecke der Nora–Karlskoga järnvägsaktiebolag (NKJ).

## Verkehr und Stilllegung
Nach dem Übergang der Nora–Karlskoga järnvägsaktiebolag (NKJ) in die Nora Bergslags järnvägsaktiebolag (NBsJ) und später in die Nora–Bergslags Järnväg (NBJ) war der Güterverkehr immer das wichtigste Standbein der Gesellschaften. Die meisten Fahrgäste wurden auf den Strecken zwischen Nora und Ervalla sowie zwischen Bofors und Strömtorp befördert.
Durch den Straßenverkehr erwuchs Konkurrenz, dem die NBJ durch Straffung des Personenverkehrs entgegentrat. Die Züge mit Reisezugwagen wurden 1942 auf mehrere Abschnitten durch Triebwagen ersetzt. Dadurch konnte der Reisezugverkehr noch eine Reihe von Jahren aufrechterhalten werden. Der letzte lokbespannte Reisezug verkehrte 1960 zwischen Nora und Ervalla.
Zuerst wurde der Personenverkehr an Sonntagen nicht mehr als rentabel angesehen. Deshalb wurde dieser 1961 eingestellt. Der Betrieb an den anderen Tagen erfolgte wegen der Schülerzüge bis zum 21. Mai 1966. An diesem Tag fuhr der letzte Personenzug auf der Strecke Nora–Ervalla–Bofors–Otterbäcken.
Am 11. Juni 1979 endete der Güterverkehr zwischen Nora und Ervalla. Lediglich die Kiesgruben zwischen Stora Mon und Ervalla wurden bis 1981 mit Güterzügen bedient.

## Föreningen Nora Bergslags Veteran–Järnväg
Föreningen Nora Bergslags Veteran–Järnväg (NBVJ) wurde am 20. Januar 1979 in Nora gegründet, um ein Eisenbahnmuseum zu betreiben. Die am 17. Dezember 1981 gegründete Nora Järnvägsmuseum och Veteranjärnväg (NJOV) erhielt von Statens Järnvägar, die inzwischen Besitzer der Strecke waren, diese unentgeltlich überlassen. Der Übergang erfolgte formell am 1. Januar 1986. Seither steht die Strecke der Museumsbahn zur Verfügung